# Erstürmung des Schwartauer Schlagbaumes

Gemälde „Erstürmung des Schwartauer Schlagbaumes“ (1864) von H. Suhling

Die Erstürmung des Schwartauer Schlagbaumes war ein Ereignis im Vorfeld des Deutsch-Dänischen Krieges. Nachdem der Deutsche Bund am 7. Dezember 1863 eine Bundesexekution gegen die Herzogtümer Holstein und Lauenburg beschlossen hatte, waren preußische Truppen bei dessen Durchsetzung durch ein oldenburgisches Gebiet in Schleswig-Holstein marschiert und dabei auf den Widerstand Oldenburgs gestoßen.

## Hintergrund und Ereignis
Schwartau gehörte zum Fürstentum Lübeck, einem Landesteil Oldenburgs, das sich im Konflikt zwischen Dänemark und dem Deutschen Bund trotz eines eindeutigen Bundestagsbeschlusses als neutral verstand. Es lag an der Grenze zur Reichsstadt Lübeck – auf dem direkten Weg (über Eutin) nach Norden.
Bereits am 20. Dezember 1863 hatten preußische Truppen die territoriale Integrität des Großherzogtums Oldenburg verletzt, indem sie sich bis Anfang 1864 in Schwartau einquartierten und anschließend weitermarschierten. Auf Anweisung der Regierung in Eutin wurde der Schwartauer Schlagbaum für preußische Truppen geschlossen und vier (unbewaffnete) oldenburgische Soldaten an diesem positioniert.

Gemälde „Gewaltsame Durchmärsche preußischer Soldaten durch den Pohnsdorfer Schlagbaum“ (1864) von H. Suhling

Am 25. Januar 1864 wurde einem Quartiermacher eine entsprechende Protestnote der Regierung in Eutin übergeben. Am selben Tag erschienen preußische Truppen am Schlagbaum, verlangten vergeblich Einlass – und zerschlugen anschließend den niedergelassenen und verschlossenen Schwartauer Schlagbaum und nahmen anschließend Einquartierungen vor. Dieses wiederholte sich – da der Schlagbaum stets wieder instand gesetzt und verschlossen wurde – am 27. Januar (viermal), 28. Januar und am 29. Januar.
Durch die Einquartierungen (die u. a. auch in Pohnsdorf und Horsdorf, heute Teil von Stockelsdorf, erfolgten) und den Durchmarsch wurde die Neutralität des Großherzogtums Oldenburg missachtet.
In Schwartau selbst wurden die Truppen jedoch sehr freundlich empfangen – so wurden u. a. Bälle für die Soldaten veranstaltet – da das Fürstentum Lübeck eine Zollunion mit dem dänischen Holstein bildete und die Schwartauer damit der unbeliebten dänischen Zollkontrolle direkt an der Grenze zu Lübeck unterlagen.

## Kulturelle Rezeption

Titelblatt von Die Erstürmung des Schwartauer Schlagbaumes für Klavier (erschienen 1864)

Die Vorgänge wurden unter dem Titel Die Erstürmung des Schwartauer Schlagbaums von Hans Othipothi (bzw. „Okipoki“; vermutlich ein Pseudonym) vertont. Das Stück erlebte mehrere Auflagen.
Das Musikdrama umfasst sieben Sätze, die die Geschehnisse musikalisch darstellen:
1. Das Retournieren der Quartiermacher
2. Signal zum Generalmarsch
3. Lauf der Soldaten zum Sammelplatz
4. Ausmarsch der Sturm Colonnen aus Lübeck
5. Aufforderung zum Öffnen des Chassebaumes
6. Der Chausseebaum wird erstürmt
7. Galopp nach Schwartau hinein

Der Schwartauer Schlagbaum wurde 1987 beim Abbruch des Hauses – bei dessen Erweiterung nach den o. g. Ereignissen verbaut wurde (u. a. von Max Steen) aufgefunden und befindet sich heute im Museum der Stadt Bad Schwartau. Dort befinden sich zwei Gemälde (eher einfacher Ausführung), die die Ereignisse darstellen – eines davon aus dem Jahr 1873 und stammt von dem Schwartauer Maler Hinrich Christian Suhling.